# Antoine Jérôme Balard
Antoine-Jérôme Balard (30. září 1802, Montpellier - 30. březen 1876, Paříž) byl francouzský chemik a objevitel bromu v mořské vodě a mořských rostlinách (1826). (Nezávisle rok před Balardem izoloval brom Carl Jacob Löwig). V roce 1851 byl jmenován profesorem chemie na College de France. Jeho žáky byli Marcellin Berthelot i Louis Pasteur.